# Poltavka, Huleaipole
Poltavka (în ucraineană Полтавка) este localitatea de reședință a comunei Poltavka din raionul Huleaipole, regiunea Zaporijjea, Ucraina.

## Demografie
Componența lingvistică a localității Poltavka
     Ucraineană (93,89%)
     Rusă (6,02%)
     Alte limbi (0,09%)
Conform recensământului din 2001, majoritatea populației localității Poltavka era vorbitoare de ucraineană (93,89%), existând în minoritate și vorbitori de rusă (6,02%).